# Giennadij Biessonow (lekkoatleta)
Giennadij Pietrowicz Biessonow (ros. Геннадий Петрович Бессонов, ur. 10 grudnia 1944 w Szczołkowie) – radziecki lekkoatleta, specjalista trójskoku.
Zajął 4. miejsce w trójskoku na halowych mistrzostwach Europy w 1972 w Grenoble i 7. miejsce w tej konkurencji na mistrzostwach Europy w 1971 w Helsinkach. Odpadł w kwalifikacjach trójskoku na igrzyskach olimpijskich w 1972 w Monachium.
Zdobył brązowy medal w trójskoku na halowych mistrzostwach Europy w 1975 w Katowicach (wyprzedzili go tylko jego kolega z reprezentacji ZSRR Wiktor Saniejew i Michał Joachimowski z Polski.
Był wicemistrzem ZSRR w trójskoku w latach 1969–1971 oraz brązowym medalistą w 1972 i 1973. W hali był mistrzem ZSRR w tej konkurencji w 1974 oraz brązowym medalistą w 1975 i 1976.
Rekord życiowy Biessonowa w trójskoku wynosił 16,82 m (uzyskany 17 czerwca 1972 w Mediolanie), a w hali 16,78 m (osiągnięty 8 marca 1975 w Katowicach).